# Smulterskäret
Smulterskäret is een Zweeds eilandje behorend tot de Lule-archipel. Het eilandje ligt 1000 meter ten westen van Småskär in de Botnische Golf. Het heeft geen vaste oeververbinding en is onbebouwd.